# Sistema dei campi uguali
Il sistema dei campi uguali (zh. 均田制度T, Jūntián ZhìdùP) o sistema di equalizzazione della terra era un sistema di proprietà e distribuzione della terra in Cina introdotto dai Wei settentrionale (386–534) e rimasto in uso sino alla  Dinastia dei Song meridionali (1127-1279).

## -Storia

### Origine
Con la dinastia Han (206 a.C.–220), il sistema dei campi a pozzo era caduto in disuso in Cina sebbene alcuni riformatori come l'imperatore Wang Mang avessero cercato di ripristinarlo. Il sistema dei campi uguali fu introdotto intorno al 485 dall'imperatore Xiaowen della dinastia Wei settentrionale (535–556/557), uno dei regni della Cina settentrionale guidato da imperatori non Han, durante il periodo d'anarchia politico-militare delle Dinastie del Nord e del Sud (420–589). Il sistema fu adottato da altri regni e il suo uso continuò nelle Cina riunificata delle dinastie Sui (581–618) e Tang, legandosi al nuovo sistema di leva contadina noto come "Fubing" creato sempre da Xiaowen.

### Caduto in disuso
Il Jūntián Zhìdù cadde in disuso dopo la Ribellione di An Lushan (755–763), quando il governo centrale iniziò a perdere il controllo centralizzato sui suoi territori. Sebbene tutta la terra appartenesse teoricamente al governo imperiale, le famiglie aristocratiche furono in grado di acquisire legalmente la terra e furono in grado di costruire le loro proprietà. Anche i monasteri buddisti vennero a controllare vaste proprietà di terre agricole. I contadini spesso entravano nelle famiglie dei proprietari terrieri e diventavano fittavoli o servi durante i periodi di disastri naturali e conflitti per garantire la propria sicurezza. La graduale perdita di terre tassabili è una delle ragioni del declino della dinastia Tang. Il modello dei proprietari terrieri che detengono terre lavorate da fittavoli continuerà per tutto il resto della storia cinese fino alla fondazione della Repubblica popolare cinese nel 1949.

### Adozione in Giappone
Il sistema dei campi uguali fu adottato in Giappone durante il periodo Taika come risultato delle riforme Taika fatte dal principe Shotoku Taishi (vedi Ritsuryo), anche se è discutibile fino a che punto sia stato effettivamente implementato. Le province vicine alla capitale erano regolamentate e tassate in modo più rigoroso, spingendo gli agricoltori a fuggire nelle province periferiche. Anche in Giappone il sistema è caduto in disuso quando la terra è tornata di proprietà privata; i decreti del 723 stabilivano che le terre sviluppate di recente potevano essere ereditate per tre generazioni, mentre un decreto successivo nel 743 consentiva che queste terre sviluppate fossero mantenute per sempre. Nell'800 il programma di ridistribuzione della terra fu praticamente abbandonato poiché il censimento e la distribuzione divennero poco frequenti e irregolari. Tuttavia, il sistema è rimasto in vita, almeno in teoria, anche dopo.

## Funzionamento
Il Jūntián Zhìdù permetteva al governo imperiale, unico proprietario delle terre, di assegnare gli appezzamenti a singole famiglie. Tutti gli individui, schiavi compresi, avevano diritto a una certa quantità di terra, dipendente unicamente dalla loro capacità di fornire manodopera: es. gli uomini normodotati ricevevano 40 mu di terra (circa 1,1 ettari o 2,7 acri) e le donne ne ricevevano meno; più terra veniva concessa se la famiglia disponeva di bestie da soma. Dopo la morte dell'assegnatario, la terra tornava allo stato per essere riassegnata ma erano consentite disposizioni ereditarie per i terreni che richiedevano uno sviluppo a lungo termine, come le fattorie destinate alla bachicoltura.
Il sistema aveva lo scopo di favorire lo sviluppo agricolo e garantire che nessun terreno lavorabile restasse incolto. Ciò impedì agli aristocratici di sviluppare il latifondo e permise alla gente comune di prendere parte alla distribuzione della terra e di autosostentarsi. Permise inoltre al governo di sviluppare una base imponibile e rallentò l'insorgere di possedimenti non tassabili. È stato anche utilizzato dalla dinastia Tang per rompere il ciclo dinastico, l'idea che tutte le dinastie sarebbero finite. Il fatto che le persone ricevessero la terra dal governo le farebbe sentire che il governo ha dato loro qualcosa anche se non se ne è mai andata.